# Браун, Мел (блюзмен)
Мел Браун (англ. Mel Brown; 7 октября 1939, Джексон, Миссисипи, США — 20 марта 2009, Китченер, Онтарио, Канада) — американский блюзовый гитарист, певец и автор песен. Лауреат Blues Music Awards в номинации «Альбом-возвращение» (2001); номинант Blues Music Awards в номинации «Альбом традиционного блюза» (2001). Наиболее известен как сайдмен, записывавшийся со многими звёздами блюза, десятилетним участием в группе Бобби Блэнда, но при этом сам записавший ряд сольных альбомов.

## Биография
Мел Браун родился в Джексоне, штат Миссисипи в музыкальной семье. Его дед был скрипачом и гитаристом в начале 1900-х годов, а отец Мела, Джон Генри «Бубба» Браун играл с Томми Джонсоном и братьями Чэпмен из группы  Mississippi Sheiks, но по ряду причин не стал профессиональным музыкантом.  Он получил свою первую гитару Gibson Les Paul в качестве подарка в 14-летнем возрасте, когда восстанавливался после менингита и очень быстро её освоил. Вскоре он стал играть в группе The Duke Juniors». Уже в 15-летнем возрасте съездил в Кантон, штат Миссисипи, где познакомился со многими блюзовыми музыкантами, и вскоре несколько раз выступил гитаристом и бэк-вокалистом в группе Сонни Боя Уильямсона II. С 1955 года присоединился к Huddleston Orchestra, и также некоторое время играл с Joe Dyson Band. В 1958 году перебрался Лос-Анджелес, где стал гитаристом и бэк-вокалистом в коллективе Джонни Отиса. В 1960 году некоторое время гастролирует с The Olympics, в 1961—1962 годах работал с Эттой Джеймс. Тогда он поменял свой Gibson Les Paul на гитару ES-175, придав своей игре на гитаре более насыщенный, полный и мягкий тон, что отличало его от современников. В течение конца 1950-х и начала 1960-х беспрерывно гастролировал, и устав от постоянных гастролей, в 1963 году осел в Лос-Анджелесе, где стал играть в клубе Sands, а затем возобновил работу с Джонни Отисом. В 1967 году продюсер ABC Records Боб Тиле, будучи впечатлённым от работы гитариста во время записи альбома Ти-Боун Уокера «Funky Town» (выпущен в 1969 году), предложил Брауну возможность записать свой собственный материал, и Браун выпустил дебютный альбом Chicken Fat, записанный в том числе с участием мастера джазовой гитары Херба Эллиса . В это время, по настоянию того же Боба Тиле он принял участие в Oliver Nelson Big Band, где играл джаз и соул-джаз. В течение 1960-х и 1970-х Мел Браун много записывается как сольно, так сайдмен с разными блюзовыми и джазовыми музыкантами, в числе которых Джимми Уизерспун, Чарльз Браун, Джон Ли Хукер, Би Би Кинг, Рой Браун, Альберт Коллинз. В 1971 году началось и его десятилетнее участие в группе Бобби Блэнда. 
В 1976 году Мел Браун переехал в Нашвилл где он вскоре становится очень востребованным сессионным музыкантом. В 1982 году, после того как Браун оставил Блэнда, он вместе с женой уехал в сельскую местность на северо-востоке Миссисипи в 13 милях от ближайшего телефона . В 1983 году вернулся к карьере. В течение многих лет в 1980-х  Браун был постоянным участником домашней группы в легендарном ночном клубе Antone's в Остине, штат Техас. Соответственно, он помогал в записи музыкантам группы, например певице Лу Энн Бартон и пианистке Марше Болл. 
В 1990 году подписал контракт с клубом Pop-The-Gator в Китченере, Онтарио, Канада, и остался в этом городке навсегда, несмотря на то, что клуб вскоре закрылся . В конце 1990-х начал сотрудничество с харпером Снуки Прайором, их альбом 2000 года Double Shot! в 2001 году был номинирован на Blues Music Awards в номинации «Альбом традиционного блюза», а сам Мел Браун с альбомом Neck Bones & Caviar стал лауреатом премии в номинации «Альбом-возвращение». Альбом Брауна также получил во Франции премию Grand Prix De L'Academie Du Jazz , и награду «Альбом года» от журнала Soul Bag. В 2001 и 2002 годах Мел Браун был номинирован на премию «Джуно».
Мел Браун умер в возрасте 69 лет 20 марта 2009 года в Канаде, от осложнений, вызванных эмфиземой. 
В 2014 году вышел документальный фильм «Потерянная и найденная любовь: история Мела Брауна», снятый Шоном Джасминсом для Blue Fusion Productions. В Китченере на традиционном блюзовом фестивале, история которого насчитывает четверть века, после смерти музыканта вручается премия Мэла Брауна .

## Дискография

### Как лидер
- 1967: Chicken Fat (ABC Impulse!)
- 1968: The Wizard (ABC Impulse!)
- 1969: Blues for We (ABC Impulse!)
- 1970: I'd Rather Suck My Thumb (ABC Impulse!)
- 1971: Mel Brown's Fifth (ABC Impulse!)
- 1973: Big Foot Country Girl (ABC Impulse!)
- 1973: Eighteen Pounds of Unclean Chitlins and Other Greasy Blues Specialties (BluesWay Records)
- 1998: Can't Stop Blowin'  (Electro-Fi Records) (Снуки Прайор со специальным гостем Мелом Брауном)
- 2000: Neck Bones & Caviar (Electro-Fi)
- 2000: Double Shot!  (Electro-Fi) (Снуки Прайор с Мелом Брауном)
- 2001: Homewreckin’ Done Live (Electro-Fi) (Mel Brown and the Homewreckers)
- 2004: Coming From the Old School (Electro-Fi) (Сэм Майерс со специальным гостем Мелом Брауном)
- 2006: Blues – A Beautiful Thing (Electro-Fi) (Mel Brown and the Homewreckers)
- 2006: Mel Brown – The DVD (Electro-Fi)
- 2010: Love, Lost and Found (Electro-Fi)

### Как сайдмен (избранное)
- Клиффорд Култ – East Side San Jose (Impulse!, 1970, гитара)
- Клиффорд Култ – Do It Now! (Impulse!, 1971, гитара)
- Би Би Кинг – L.A. Midnight (гитара)
- Би Би Кинг и Бобби «Блу» Блэнд – Together for the First Time... Live (гитара)
- Альберт Коллинз – Cold Snap (гитара)
- Джеймс Коттон – Mighty Long Time (клавишные)
- Лайтнин Хопкинс – It’s a Sin To Be Rich (гитара, клавишные)
- Джон Ли Хукер – Endless Boogie (акустическая гитара)
- Джон Ли Хукер – Never Get Out of These Blues Alive (гитара, бас-гитара)
- Джимми Макгрифф – The Starting Five (Milestone, 1987, гитара)
- Джимми Макгрифф – The Dream Team (Milestone, 1997, гитара)
- Дуг Сэм – Juke Box Music(клавишные)
- Эрл Хукер – Simply The Best (гитара)
- Чарльз Браун – Legend – (гитара)
- Ти-Боун Уокер – Stormy Monday Blues (BluesWay, 1968, гитара)
- Ти-Боун Уокер – Funky Town (BluesWay, 1969, гитара)
- Моника Дюпон – Vintage (1980, гитара)
- Little Bobby and the Jumpstarts – Tickets in the Glovebox (клавишные, гитара)
- Harmonica Shah – Listen At Me Good (гитара)